# Albert Gelabert Grau
Albert Gelabert Grau (Andorra, 15 de desembre de 1948) és un antic Síndic General d'Andorra que va exercir el càrrec de l'any 1991 a l'any 1992.
Albert Gelabert va ser conseller del 1979 al 1981 i del 1991 al 1993 i ocupant el càrrec de síndic general del 15 de febrer del 1991 al 5 d’abril del 1992. Va tenir un paper destacat en l’equip negociador i redactor de la Constitució d'Andorra, que va significar una homologació internacional del sistema polític andorrà i de les seves institucions.
També és conegut per ser l'únic síndic general que va autodissoldre el Consell General el 1992 a demanda d'un dels consellers generals, davant la situació de crispació social que es vivia al país derivada del procés constituent. Aquest moviment va permetre que el Consell General que sortí de les Eleccions al Consell General d'Andorra de 1992 esdevingués consell constituent.

## Distincions honorífiques
- Cavaller de la Creu dels Set Braços, Principat d'Andorra (2024)[3]